# Thomas Grundnigg
Thomas Grundnigg (* 20. April 1977 in Salzburg, Österreich) ist Programmleiter an der HPI d-school der Universität Potsdam. Bis 2021 war er Professor an der Fachhochschule Salzburg und leitete dort den Fachbereich Management & Producing am Studiengang MultiMediaArt. Er unterrichtete außerdem an der Kunstuniversität Linz und am Mozarteum in Salzburg. Sein Arbeitsschwerpunkt liegt in den Bereichen kulturelle Evolution und Rhetorik. Von 2018 bis 2020 war Grundnigg Vorstandsmitglied und Manager des ExpertsCluster Bildung bei designaustria.

## Leben
Grundnigg studierte Medienkunst in Salzburg (1996–2001) und ist seit seinem Studium als Grafik- und Multimedia-Designer tätig. 1998 nahm er am International Workshop for Cities, Design and the Internet der Berkeley University und dem Politecnico di Milano teil. 2003 war er als Additional Animator im Team von Virgil Widrichs Fast Film und gemeinsam mit dem Vorarlberger Künstler Karl-Heinz Ströhle entstanden im selben Jahr Videoarbeiten, die internationale Beachtung fanden.
Seit 2008 unterrichtete Grundnigg an der FH Salzburg, wo er 2012 zum Senior Lecturer und Fachbereichsleiter bestellt wurde. 2013 erhielt er den Erhard Busek Würdigungspreis für interkulturellen Austausch für sein Engagement in Südosteuropa. Seit 2017 ist Grundnigg Lektor bei der Salzburg Executive Academy, und seit 2018 hält er auch Lehrveranstaltungen an der Kunstuniversität Linz und der Universität Mozarteum Salzburg ab.
Er ist Mitglied der interdisziplinären Forschungsgruppe TRACE (Transmission in Rhetorics, Arts and Cultural Evolution) rund um Heiner Mühlmann, Gerhard Blechinger und Thomas Grunwald sowie seit 2016 Doktorand an der Bergischen Universität Wuppertal. Nach einem Aufenthalt am Hasso Plattner Institute of Design der Stanford University im Sommer 2018 hat Grundnigg als Primary Faculty Champion das University Innovation Fellows Program der d.school an die FH Salzburg gebracht. Ende desselben Jahres wurde er in den Vorstand von designaustria gewählt.